# 虎ノ門テレビ
株式会社虎ノ門テレビ（とらノもんテレビ）は、インターネット動画配信と番組販売の事業を行う制作プロダクション。旧商号は株式会社DHCテレビジョン（ディー・エイチ・シー・テレビジョン）、通称は、2023年1月4日までDHCテレビ、2017年3月31日まではDHCシアターで、日本のCS放送チャンネルを放送事業者として運営していた。

## 概要
1995年11月22日、セゾングループの元映画事業担当者で映画プロデューサーの山田英久が（旧）株式会社シアター・テレビジョン社を設立。1996年3月29日、委託放送業務の認定申請。1996年10月1日から放送開始。シアター・テレビジョンとして開局以降、日本初の「舞台」専門チャンネルとしてオペラ、ダンス、演劇、ミュージカル、お笑い等の舞台中継を国内物と海外物のソフトを半分ずつ取り扱っていく方針で扱ってきた。しかし、2000年12月26日、（旧）株式会社シアター・テレビジョンが民事再生手続開始決定を受け、事実上倒産。後に、ネビュラプロジェクト、サントリー他の出資による新会社に放送事業を譲渡して経営再建に成功。代表が代わり、今井美和になる。2001年には市村作知雄が代表取締役となった。
2006年3月、日本ラッドの持分法適用会社となる。2007年、日本ラッドの大塚隆一が代表取締役に就任し、2008年10月10日付で元国会議員、弁護士である浜田卓二郎の妻で、実業家の浜田マキ子が取締役社長に就任。2009年2月17日、日本ラッドを対象とする第三者割当増資を実施し、これにより日本ラッドの連結子会社となる。
それに伴い、スカパー!へのチャンネルカテゴライズを「芸術」から「総合」へ変更し、旧経営陣は退陣した。2009年4月からは「シアター・テレビジョンはウイングを広げます」とのキャッチコピーのもと、同年5月1日から編成を大幅に変え、芸術番組を削減し、保守派論客による時事番組やインタビュー番組、映画などを放送するようになった。
また、編成の中で、放送収益強化の為、競艇中継への放送枠の販売や電波オークションなる放送枠のネットオークション販売を行った事もある。
2014年5月1日付で、筆頭株主DHCの代表取締役会長であった吉田嘉明が取締役会長に就任、本社フロアを日本ラッド社内である共同通信会館7階から現在の2階に移転。前述の吉田の同社買収に伴い、後述のDHC傘下での自社番組制作率向上の下地作りの為、シアターテレビジョンの取締役である、当時：中部大学教授の武田邦彦が、2014年3月4日に催されたやしきたかじんを偲ぶ会である「TAKAJIN MEMORIES 2014 あんたのことが ICHIZUに やっぱ好きやねん」の会場にて、取材や番組出演を通して知己であるボーイズの子会社である株式会社TVTVTVにディレクターとして所属していた山田晃をスカウトし、同年8月に移籍入社して取締役に就任した。2015年1月1日、商号を株式会社シアター・テレビジョンから株式会社DHCシアターに変更。
それに伴い、株主も吉田嘉明個人名義からDHCグループ傘下となり同社のサテライトスタジオを生放送の対応が出来るよう、放送ブースとサブルームを増改築。同年4月1日付でチャンネル名称を「シアター・テレビジョン」から「DHCシアター」へ変更し、CI、ロゴ等も変更した。その際に、テレビ番組制作経験者のリソース強化のため、同社に外部プロデューサーとしてエックスワングループに所属している上村直人が出向扱いで参加した。
2016年4月1日、インターネットへの動画配信へリソースを注入するため、番組編成で日中のテレビ放送時間を停波する事を決定し、視聴料金の改定を実施。
2017年3月31日をもって、スカパー!プレミアムサービス、プレミアムサービス光、eo光テレビでのテレビ放送サービスを終了し、テレビ局として閉局。インターネット動画配信と番組販売の事業を継続し、2017年4月1日に企業名称を「DHCテレビジョン」に、ブランド名を「DHCテレビ」に変更した。
2017年10月24日、取締役社長であった浜田マキ子と同社元社員が『やらまいか〜真相はこうだ!〜』及び『日本らしい国づくり』をDHCテレビに無断でYouTubeにて配信し、かつ「やらまいか」の続編を匂わす説明をしていたため、取締役会にて2017年10月18日付で浜田を解任したことを発表。後任に取締役である山田晃が就任した。同社の一部スタッフが、この謀議が発端として経営方針の相違に伴って退職し、同年11月22日に未来ネットが設立された。
2019年7月28日、渋谷区宇田川町に所在する、東急ハンズ渋谷店地下2階にDHCグループのCROSS FMと共同で新たにスタジオを開設した。
しかし、当時の社長であった山田が2022年11月4日付で社長職を辞任。再び、吉田が同社代表に就き看板番組であった『虎ノ門ニュース』の番組配信について3日後の同年11月7日配信分で同月18日にて番組終了を発表し、残りの同社制作の配信番組含めて終了。
その後、2022年11月11日、日本経済新聞はオリックスが2023年3月に同社の親会社であるDHCの買収、子会社化の方針を報じ、その他の媒体からも後追い報道された。以降、DHCは当該企業の事業継承については明言せずに、同社の各番組のSNSアカウントや個別HPの閉鎖、他プラットフォームでの動画配信の終了、12月23日付でチャンネル公式HPが閉鎖された。
翌、2023年1月5日付でDHCテレビはDHCグループから切り離され、事業清算の為商号を「株式会社虎ノ門テレビ」に改称。オリックスは同年同月31日付でDHCの完全子会社とした。これに伴い、同社番組内で頻繁にインフォマーシャルを行なって来た事業のうち、ビール、日本酒（酒販事業）はオリックスが承継したが、株式会社赤沢温泉郷（リゾートホテル事業）、海洋深層水事業等、そして当該企業、CROSS FMを含めたテレビ・ラジオの放送事業は承継対象外とする事を発表した。同社の事業清算を行なっていた。しかし、DHCの新社長就任以降に同社元社員が事業を継承し、2023年3月31日に看板番組であった『虎ノ門ニュース』の番組配信復活を行なった。以降、実質的に当該企業は『虎ノ門ニュース』の番組配信継続が主事業となり、翌月11日に同社の子会社として「株式会社トラノゲート」を設立し、YouTubeチャンネルメンバーシップの事業管理を行なっている。

## 主な番組

### ストリーミング生配信
現在
YouTube Live、ニコニコ生放送での配信
- 真相深入り!虎ノ門ニュース

過去
- キレイになれる生放送 エクストリーム昼休み →DHCキレイを磨く!エクストリームBeauty
- 和の国の明日を造る
- DHC渋谷スタジオ製作委員会[注 7]
- ニュース女子★△
- #渋谷オルガン坂生徒会

### 放送事業者に対しての番販番組
☆：TOKYO MXで放送枠枠購入放送番組
★：一部地上波放送局での放送枠枠購入放送番組
△：FOXスポーツ&エンターテイメントでの放送枠枠購入放送番組
◎：テレビ東京での放送枠枠購入放送番組
過去
- スカイ△はいく[注 8]◎
- 放言BARリークス〜酒と政治とおカネと女〜△
- エクストリーム昼休み → DHCキレイを磨く!エクストリームBeauty△
- ニュース女子★△

## 放送事業者として放送していた番組
☆：TOKYO MXでの放送枠枠購入していた放送番組
▲：FOXスポーツ&エンターテイメントで放送枠購入していた過去の放送番組

### 生放送
- 虎ノ門ニュース 8時入り! → 真相深入り!虎ノ門ニュース
- エクストリーム昼休み →  DHCキレイを磨く!エクストリームBeauty

### 政治・教養
- ニュース女子 ☆▲
- 放言BARリークス〜酒と政治とおカネと女〜▲
- 佐々木伸、大久保涼香『中東ヘッドライン』
- 加瀬英明、村松えり『日本らしい国づくり』
- 武田邦彦『現代のコペルニクス』
- 渡部昇一×宮崎美子『書痴の楽園』▲
- 渡部昇一『平成の修身』
- 宮脇淳子『歴史とは何か』
- 宮脇淳子×福島香織『本当は日本が大好きな中国人』
- 加瀬英明×堤堯『つつみかくさず』
- 志方俊之『危機管理と日本の安全』
- 日下公人『日本出動』
- 馬渕睦夫『和の国の明日を造る』
- 佐々木伸 『中東メルトダウン』
- 高山正之 『変見の作りかた』
- 馬渕睦夫『世界を知れば日本がわかる』
- 辻毅の『地理散歩』

### 文化
- Quality HATAGO▲
- ゴードン・ラムゼイ 悪夢のキッチン（英語版）
- ヴァルデマー・ヤヌシャック（英語版）のバロック美術紀行（英語版）
- リアリティ・ショー『女王メアリーの店舗再生物語（英語版）』
- “しつけのカリスマ”ジョー・フロスト 子育て相談の旅（フランス語版）（スーパーナニー）
- プロ野球ニュース
- 長坂靖子『きれい物語』
  - 2015 ミス・インターナショナル世界大会とその軌跡
  - ミス・ワールド2014
- 平松玲 『すべての食はローマに通ず』
- 女の生き方▲
- 『音の教養』〜あなたのためのクラシック音楽〜
- 山田美彌子『未来への伝統』▲
- ダニエル・カールの英語 にっぽん昔話
- 『江戸千家〜家元の所作に学ぶ〜』

### 以前放送されていたレギュラー番組
- 武田邦彦 『福島原発シリーズ』
- 渡部昇一 『知的生活の準備』
- 三須啓仙 『興運のすすめ』
- 伊藤賀一 『天職』
- 小西千尋 さくらの女王ドキュメンタリー2014
- そのまま言うよ! やらまいか→やらまいか 〜真相はこうだ!〜[注 9]
- 岩見隆夫 週刊 岩見隆夫『サンデー時評』
- 鈴木美勝 ひげ流 日本外政論
- 論を立てる（平沢勝栄・浅尾慶一郎・木内たかたね）
- 激動アジア〜500人のリーダーたち〜
- 松本健一/松本健一の思想旅行〜ライカ犬の夢〜
- 安倍晋三×黒岩祐治/晋ちゃん&黒ちゃんのシンクロナイストーク
- 黒岩祐治/黒岩祐治の人材発掘！〜国づくりは人づくり〜
- 杉田勝/FX先生[注 10]
- 石井至/石井至の為替哲学[注 11]
- ボートレース大村実況中継（無料放送、2012年4月より）
- ボートレース若松実況中継（無料放送、2013年4月より。大村開催日は17時から、非開催時は14時30分から）
- 中曽根康弘の新・定点観測（政治や社会問題に関して岩見隆夫との対談番組、月一回放送）
- 時代を創る（堤尭とゲストによる討論番組、毎週月曜日放送）
- 討論番組
- 平泉渉 世界のダイナミズム〜父が娘に語る千夜一夜〜
- ありのままの主張
- 子供向け番組『ノリノリタマゴ！』
- ストリングラフィ・アンサンブル『糸の森の音楽会』
- 親子で聞きたいギリシア神話
- 日本女子体育大学 ダンス・プロデュース研究部出演 ドキュメンタリーBongo Bongo,9 phases
- 尾米タケル之一座 小出裕章『絶対！！原子力戦隊スイシンジャー』

#### 日本ラッド事業移転前の番組
- CaramelboxTV[注 12]
- CaramelboxPV[注 13]
- ステージNews シアター・ゴーズ・オン![注 14]
- What's up 宝塚[注 15]
- 踊りに行くぜ!!（全国各地で行う「踊りに行くぜ!!」プロジェクトの公演を放送、第1土曜日放送）
- Theater Info.Clips（舞台情報番組、毎週土曜日放送）
- テアトルプラトー（新進気鋭の劇団の舞台を放送、第2・第3・第4土曜日放送）
- 大人の時間（劇団 大人計画の舞台を放送、毎月1作品）
- 愛っぱ（小林愛司会の舞台情報番組）
- ホリプロお笑いスペシャルセレクト